# Tjasker Nijetrijne
De Tjasker Nijetrijne is een poldermolen bij het Fries-Stellingwerfse dorp Nijetrijne, dat in de Nederlandse gemeente Weststellingwerf ligt.

## Beschrijving
De Tjasker Nijetrijne, gebouwd in 1976, werd tot 2001 gebruikt voor de bemaling van het natuurgebied de Bonne Brekken bij het Friese dorp Wijckel. Nadat de boktjasker bij een storm zwaar beschadigd raakte, werden de resten ervan opgeslagen. Begin 2007 werd de molen herbouwd in het natuurgebied de Rottige Meente, waar hij nu water tussen twee trekgaten pompt. Op 12 mei 2007 - Nationale Molen- en Gemalendag - werd de tjasker officieel weer in gebruik genomen.